# Monstrilla longicornis
Monstrilla longicornis är en kräftdjursart som beskrevs av I. C. Thompson 1890. Monstrilla longicornis ingår i släktet Monstrilla och familjen Monstrillidae. Arten är reproducerande i Sverige. Inga underarter finns listade i Catalogue of Life.